# Mysteries
Mysteries è un album in studio del musicista statunitense Keith Jarrett, pubblicato nel 1976.

## Tracce
1. Rotation – 11:03
2. Everything That Lives Laments – 10:04
3. Flame – 6:10
4. Mysteries – 15:22